# Геке, Карл Карлович
Карл Карлович Геке — офицер по особым поручениям при оренбургском генерал-губернаторе, наказный атаман Уральского казачьего войска в 1845—1857 годах.

## Биография
Точная дата рождения неизвестна. Происходил из дворян Лифляндской губернии, воспитание получил в Дворянском полку.
До назначения атаманом Уральского казачьего Войска полковник Карл Карлович Геке служил офицером для особых поручений при Оренбургском генерал-губернаторе. В 1837 году, когда проводилось наказание казаков во время «Тучи каменной», он был комендантом в Уральске.
Участник карательных экспедиций (Сражение под Тастобе, Акбулакское сражение) по подавлению восстания казахов Букеевской орды под руководством Исатая Тайманова и Махамбета Утемисова в 1837—1838 годах.
Участник Хивинского похода 1839 года под командованием В. А. Перовского.

## Награды
- 1 января 1847 года за беспорочную выслугу 25 лет в офицерских чинах награждён орденом св. Георгия 4-й степени (№ 7549 по списку Григоровича — Степанова).
- Также награждён другими орденами Российской империи.